# 1,000 Hours
1,000 Hours – pierwszy minialbum amerykańskiego zespołu punkrockowego Green Day. 1,000 Hours został wydany przez niezależną wytwórnię Lookout! Records, gdy Green Day rozpoczynał swoją karierę jeszcze pod nazwą Sweet Children. Nagrań dokonano w 1989 roku wydając album tylko w postaci płyty winylowej w kilku wersjach kolorystycznych. Krótko po nagraniu grupa zmieniła nazwę na obecną Green Day.
W 1991 roku wszystkie utwory z minialbumu 1,000 Hours zostały wydane na albumie kompilacyjnym 1,039/Smoothed Out Slappy Hours. EP było tłoczone do sierpnia 2005 roku, kiedy to zespół Green Day zrezygnował z usług wytwórni Lookout! Records.

## Lista utworów

### Strona A
1. "1,000 Hours" – 2:24
2. "Dry Ice" – 3:43

### Strona B
1. "Only Of You" – 2:44
2. "The One I Want" – 2:59